# Irena Gantar Godina
Irena Gantar Godina, slovenska zgodovinarka, * 22. julij 1950.
Leta 1975 diplomirala na Oddelku za filozofijo Filozofske fakultete Univerze v Ljubljani, leta 1976 pa še na Oddelku za zgodovino. Doktorat je opravila leta 1993 na Oddelku za zgodovino. Leta 1993 je bila izvoljena v naziv docentke za zgodovino Slovencev in jugovzhodne Evrope v 19. in začetku 20. stoletja.
Leta 1994 se je zaposlila na Inštitutu za slovensko izseljenstvo ZRC SAZU, med letoma 1994 in 1999 pa je bila tudi predstojnica tega inštituta. Od leta 2001 je predsednica Znanstvenega sveta Inštituta. Od leta 2010 je upokojena.
Raziskovala je predvsem stike Slovencev s slovanskim svetom in slovensko izseljeništvo.